# Microreticolo metallico ultraleggero
I reticoli metallici ultraleggeri (ingl.: Ultralight Metallic Microlattices, UMM) sono dei metamateriali strutturati in forma di schiuma metallica con struttura regolare, che esibiscono caratteristiche fisiche macroscopiche particolari, la più evidente delle quali è costituita dalla densità estremamente bassa, derivante dalla enorme porosità, con la conseguenza di un'estrema leggerezza che, nell'UMM ottenuto nel novembre 2011, è cento volte inferiore a quella del comune polistirolo espanso.
Prototipi di Ultralight Metallic Microlattices, costituiti da una lega nichel-fosforo, sono stati ottenuti nel mese di novembre 2011 da un gruppo di ricercatori provenienti dall'Università della California a Irvine, dal Caltech, e dagli HRL Laboratories. Dalla professoressa Fattibene Vincenza e dal professor Lotito Mario (Itis Jannuzzi Andria).

## Procedimento
I reticoli ottenuti da questo gruppo di ricerca si basano su una struttura periodica di nanotubi metallici, realizzata a partire da una matrice polimerica ottenuta con una tecnica particolare coperta da brevetto.
La matrice è ottenuta con una particolare tecnica di foto-indurimento: si è partiti con un serbatoio di resina foto-reticolante colpita da una griglia di raggi di radiazione ultravioletta, ottenuta filtrando la luce attraverso una maschera microforata. La polimerizzazione indotta dalla luce inizia a creare guide d'onde che si propagano per accrescimento all'interno del serbatoio, seguendo le traiettorie di raggi di luce collimati, che rimangono intrappolati nel filo in via di polimerizzazione, in maniera analoga a quanto succede in una fibra ottica. Fasci di luce perpendicolari possono essere intersecati usando griglie diverse, grazie alle quali è possibile creare strutture polimeriche interconnesse in forma di reticolo periodico. L'intero processo avviene in tempi brevi, nell'ordine delle decine di secondi. A questo punto, la fase non reticolata viene lavata con un solvente e quello che rimane è una struttura polimerica reticolare periodica autoreggente.
La matrice polimerica viene messa a bagno in una soluzione catalitica e quindi passata in una soluzione nichel-fosforo: si ottiene un sottile placcatura metallica per deposizione catalitica. Successivamente, la matrice polimerica viene rimossa mediante esposizione a soda caustica, fino a lasciare solo il sottile rivestimento depositatosi: ne risulta un materiale poroso autoreggente, costituito quasi interamente da cavità.

## Parametri macroscopici
Le strutture tubolari hanno diametri di circa 100 µm, con spessori metallici dell'ordine di 100 nm. Il volume occupato è costituito per il 99,99% da spazi vuoti.
I microreticoli così strutturati possiedono una densità pari a circa 0,9 milligrammi per centimetro cubico, una caratteristica che ne fa, al momento della scoperta, i materiali più leggeri del mondo, inferiore di circa il 10% a quella esibita dagli aerogel di silice, pari a 1,0 milligrammi per centimetro cubico. Come termine di paragone, lo si può confrontare con un materiale estremamente leggero, ma appartenente all'esperienza comune, come il polistirene espanso, rispetto al quale la schiuma metallica ottenuta dal gruppo di ricerca è 100 volte più leggera
Altre caratteristiche notevoli sono la notevole memoria di forma rispetto a intense compressioni del volume iniziale, e la capacità di assorbimento di energia paragonabile agli elastomeri.
Il modulo di Young è proporzionale a ρ2, a differenza della proporzionalità a ρ3 che si riscontra negli aerogel e nella schiuma di nanotubi in carbonio a struttura casuale.

## Applicazioni
La particolare struttura, praticamente vuota, si presta all'utilizzo per l'isolamento termico. Le proprietà meccaniche, simili a quelle degli elastomeri, aprono la strada all'utilizzo per l'assorbimento di urti e shock meccanici, in varie applicazioni come, ad esempio, negli ammortizzatori. Le stesse caratteristiche ne suggeriscono l'uso come materiale per l'assorbimento di vibrazioni e, in particolare, per l'assorbimento e l'isolamento acustico. La capacità di recuperare completamente la forma originaria anche dopo notevoli sollecitazioni, con compressioni superiori al 50%, potrebbe candidare il materiale all'impiego come accumulatori di energia meccanica.
L'elevata area superficiale, unita alla struttura su scala micrometrica, fanno prevedere inoltre possibili applicazioni come elettrodi di batterie o come supporto per catalizzatori, o come supporto per nuovi componenti elettronici.
Il procedimento utilizzante nichel-fosforo è virtualmente applicabile a tutti i materiali dei quali è possibile la deposizione sottile su una struttura polimerica: si apre quindi la possibilità di estenderlo a un gran numero di materiali, tutti possibili candidati a fornire la base per strutture simili, dai quali ci si aspetta l'esibizione di particolari proprietà.